# Championnat du Togo de football 2004-2005
Navigation
Saison précédente Saison suivante
Le championnat du Togo de football 2004-2005 est la quarante-cinquième édition du Championnat National. Elle oppose les quatorze meilleurs clubs du Togo répartis en quatre groupes. Les deux premiers de chaque groupe participent à la poule pour le titre. En fin de saison, il n'y a pas de relégation et les deux meilleurs clubs de deuxième division sont promus.
C’est le club de l'AS Douanes Lomé qui est sacré cette saison après avoir terminé en tête du classement, avec cinq points d’avance sur Dynamic Togolais et onze sur Togo Telecom FC. C'est le second titre de champion du Togo de l'histoire du club après celui remporté en 2002.

## Les clubs participants
| - Maranatha FC - Gomido Kpalimé - AS Togo-Port - ASKO Kara - OC Agaza - Doumbé FC - Athletic Club Merlan | - AC Semassi - Dynamic Togolais - Étoile Filante de Lomé - AS Douanes Lomé - Kakadié FC - Togo Telecom FC - Abou Ossé FC |

## Compétition
Le barème utilisé pour établir les classements est le suivant :
- Victoire : 3 points
- Match nul : 1 point
- Défaite, forfait ou abandon : 0 point

### Première phase
Poule A :
| Rang | Équipe       | Pts | J | G | N | P | Bp | Bc | Diff |  | Résultats (▼ dom., ► ext.) | Dou | T-P | Aga | Mer |
| ---- | ------------ | --- | - | - | - | - | -- | -- | ---- |  | -------------------------- | --- | --- | --- | --- |
| 1    | AS Douanes   | 11  | 6 | 3 | 2 | 1 | 10 | 4  | +6   |  | AS Douanes                 |     | 5-2 | 3-0 | 1-0 |
| 2    | AS Togo-Port | 11  | 6 | 3 | 2 | 1 | 7  | 6  | +1   |  | AS Togo-Port               | 0-0 |     | 1-0 | 1-0 |
| 3    | OC Agaza     | 5   | 6 | 1 | 2 | 3 | 4  | 8  | -4   |  | OC Agaza                   | 2-1 | 0-2 |     | 1-1 |
| 4    | AC Merlan    | 4   | 6 | 0 | 4 | 2 | 3  | 5  | -2   |  | AC Merlan                  | 0-0 | 1-1 | 1-1 |     |

Poule B :
| Rang | Équipe                 | Pts | J | G | N | P | Bp | Bc | Diff |  | Résultats (▼ dom., ► ext.) | Dyn | Tel | EtF |
| ---- | ---------------------- | --- | - | - | - | - | -- | -- | ---- |  | -------------------------- | --- | --- | --- |
| 1    | Dynamic Togolais       | 7   | 4 | 2 | 1 | 1 | 3  | 2  | +1   |  | Dynamic Togolais           |     | 1-0 | 1-0 |
| 2    | Togo Telecom FC        | 6   | 4 | 2 | 0 | 2 | 4  | 4  | 0    |  | Togo Telecom FC            | 1-0 |     | 2-1 |
| 3    | Étoile Filante de Lomé | 4   | 4 | 1 | 1 | 2 | 4  | 5  | -1   |  | Étoile Filante de Lomé     | 1-1 | 2-1 |     |

Poule C :
| Rang | Équipe         | Pts | J | G | N | P | Bp | Bc | Diff |  | Résultats (▼ dom., ► ext.) | Mar | Gom | Abo |
| ---- | -------------- | --- | - | - | - | - | -- | -- | ---- |  | -------------------------- | --- | --- | --- |
| 1    | Maranatha FC   | 9   | 4 | 3 | 0 | 1 | 13 | 3  | +10  |  | Maranatha FC               |     | 3-1 | 3-1 |
| 2    | Gomido Kpalimé | 9   | 4 | 3 | 0 | 1 | 9  | 4  | +5   |  | Gomido Kpalimé             | 1-0 |     | 5-1 |
| 3    | Abou Ossé FC   | 0   | 4 | 0 | 0 | 4 | 2  | 17 | -15  |  | Abou Ossé FC               | 0-7 | 0-2 |     |

Poule D :
| Rang | Équipe     | Pts | J | G | N | P | Bp | Bc | Diff |  | Résultats (▼ dom., ► ext.) | Sem | Dou | Kar | Kak |
| ---- | ---------- | --- | - | - | - | - | -- | -- | ---- |  | -------------------------- | --- | --- | --- | --- |
| 1    | AC Semassi | 11  | 6 | 3 | 2 | 1 | 7  | 5  | +2   |  | AC Semassi                 |     | 1-1 | 2-1 | 1-0 |
| 2    | Doumbé FC  | 11  | 6 | 3 | 2 | 1 | 6  | 4  | +2   |  | Doumbé FC                  | 1-0 |     | 3-2 | 1-0 |
| 3    | ASKO Kara  | 10  | 6 | 3 | 1 | 2 | 11 | 5  | +6   |  | ASKO Kara                  | 0-0 | 1-0 |     | 2-0 |
| 4    | Kakadlé FC | 1   | 6 | 0 | 1 | 5 | 2  | 12 | -10  |  | Kakadlé FC                 | 2-3 | 0-0 | 0-5 |     |

### Seconde phase
| Rang | Équipe               | Pts | J  | G | N | P  | Bp | Bc | Diff |
| ---- | -------------------- | --- | -- | - | - | -- | -- | -- | ---- |
| 1    | AS Douanes           | 31  | 14 | 9 | 4 | 1  | 24 | 5  | +19  |
| 2    | Dynamic Togolais'T'C | 26  | 14 | 7 | 5 | 2  | 24 | 14 | +10  |
| 3    | Togo Telecom FC      | 20  | 14 | 5 | 5 | 4  | 19 | 15 | +4   |
| 4    | Maranatha FC         | 19  | 14 | 4 | 7 | 3  | 19 | 17 | +2   |
| 5    | AC Semassi           | 17  | 14 | 3 | 8 | 3  | 15 | 15 | 0    |
| 6    | Gomido Kpalimé       | 16  | 14 | 4 | 4 | 6  | 13 | 23 | -10  |
| 7    | AS Togo-Port         | 14  | 14 | 3 | 5 | 6  | 13 | 14 | -1   |
| 8    | Doumbé FC            | 4   | 14 | 0 | 4 | 10 | 5  | 29 | -24  |

|  | Qualification pour la Ligue des champions de la CAF 2006 |
|  | Qualification pour la Coupe de la confédération 2006     |
|  | T : Tenant du titre C : Vainqueur de la Coupe du Togo    |

## Bilan de la saison
| Championnat du Togo de football 2004-2005 |                            |
| Champion                                  | AS Douanes Lomé (2e titre) |
| Coupes et trophées                        |                            |
| Vainqueur de la Coupe du Togo 2004-2005   | Dynamic Togolais           |
| Qualifications continentales              |                            |
| Ligue des champions de la CAF 2006        | AS Douanes Lomé            |
| Coupe de la confédération 2006            | Dynamic Togolais           |
| Promotions et relégations                 |                            |
| Promus en Championnat National            | Kotoko FC                  |
| Promus en Championnat National            | Tchaoudjo AC               |
| Relégués en Deuxième division             | Aucun                      |